# 李愔 (茂王)
李愔（809年—853年5月26日），唐朝皇子，是唐宪宗的第十二子，生母不详。
长庆元年（821年），李愔被他三哥唐穆宗封为茂王。大中七年（853年），李愔去世，享年四十五岁。长子李潓，武功郡王。
　　